# 锡福德 (东萨塞克斯郡)
錫福德（英語：Seaford）是英國東薩塞克斯郡的一個沿海鎮。位於紐黑文和布賴頓之東、伊斯特本以西。它是劉易斯區最大的鎮，2001年人口普查時有22826人。
在中世紀時，錫福德是南英格蘭主要港口之一。但隨著港口淤塞及法國海島干擾而漸漸衰敗。16世紀時因為港口已經不適於船隻停泊，但當地人仍熱衷於經營港務而導致許多船隻擱淺，當地人因此被稱為“鸕鶿”（cormorant 或 shag）。
19世紀因為接通鐵路而重新開始發展，成為了海邊度假地。現是附近大城市例如伊斯特本、布萊頓和倫敦的市郊居民區。

## 外部連結
- 中的“锡福德 (东萨塞克斯郡)”
- Seaford Museum and Heritage Society （页面存档备份，存于）
- Seaford Musical Theatre, at the Barn Theatre, Seaford （页面存档备份，存于）
- Photographs of Seaford （页面存档备份，存于）
- Seaford Town Council （页面存档备份，存于）
- Seahaven FM community radio station based in Seaford（页面存档备份，存于）
- Seaford Lifeguards （页面存档备份，存于）
- Seaford Town Website, tides, trains, weather etc （页面存档备份，存于）
- Seaford Community Partnership